# Psion Siena
De Psion Siena is een zakcomputer van de Britse firma Psion die in 1996 werd geïntroduceerd.

## Beschrijving
De Siena kwam qua opslagruimte in twee uitvoeringen, dit zijn 512 kB en 1 MB. De interne processor is een NEC V30H die draait op 7,68 MHz, het display is een monochroom lcd-scherm met 240×160 pixels. Het apparaat wordt gevoed met twee AAA-batterijen en een back-up-batterij.
De zakcomputer is uitgerust met een QWERTY-toetsenbord en een numeriek gedeelte naast het beeldscherm. Er is een seriële poort en RS-232C-interface aanwezig, maar een uitbreidingssleuf voor extra software of opslag ontbreekt.
De Siena is van dezelfde generatie als de Psion Series 3, die enkele jaren eerder verscheen. Het gebruikt dezelfde 16 bit-processor als de Series 3a. Ondanks dat de twee series compatibel zijn met elkaar, moest veel software worden aangepast voor het kleinere geheugen en beeldscherm van de Siena.

## Trivia
- Een Psion Siena werd gebruikt als model in een uitgave van de Anarky-stripreeks.
- In de Ketnet-reeks W817 wordt een Psion Siena gebruikt als tv-gids.